# Löwenburg (Kassel)
Löwenburg  („Cetatea Leului”) este o ruină artificială situată la altitudinea de 350 m deasupra n.m. pe înălțimile Habichtswald din parcul Wilhelmshöhe, ceva mai la sud de Castelul Wilhelmshöhe din orașul Kassel, Germania.

## Arhitectura
Ruina este construită între anii 1793-1800 după planul lui Heinrich Christoph Jussow, căutând să simuleze cetățile medievale ale cavalerilor. Arhitectura interioară este realizată în stil baroc, vizitatorii pot vedea echipamente și arme ale cavalerilor din secolele XVI și XVII.
Ruina a fost clădită ca, în același timp cu castelul, aici în schimb predomină stilul nou gotic.

## Galerie de imagini

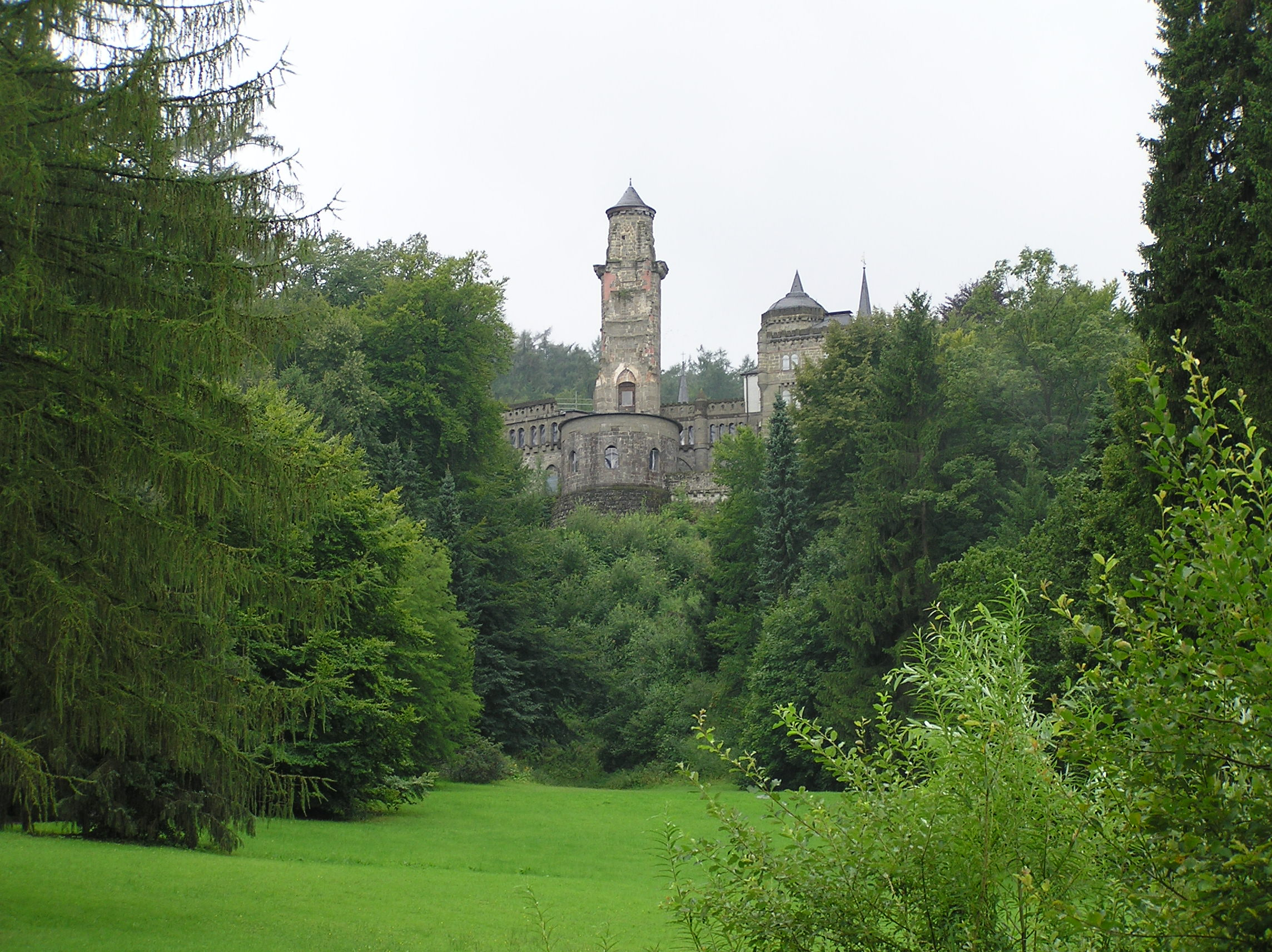
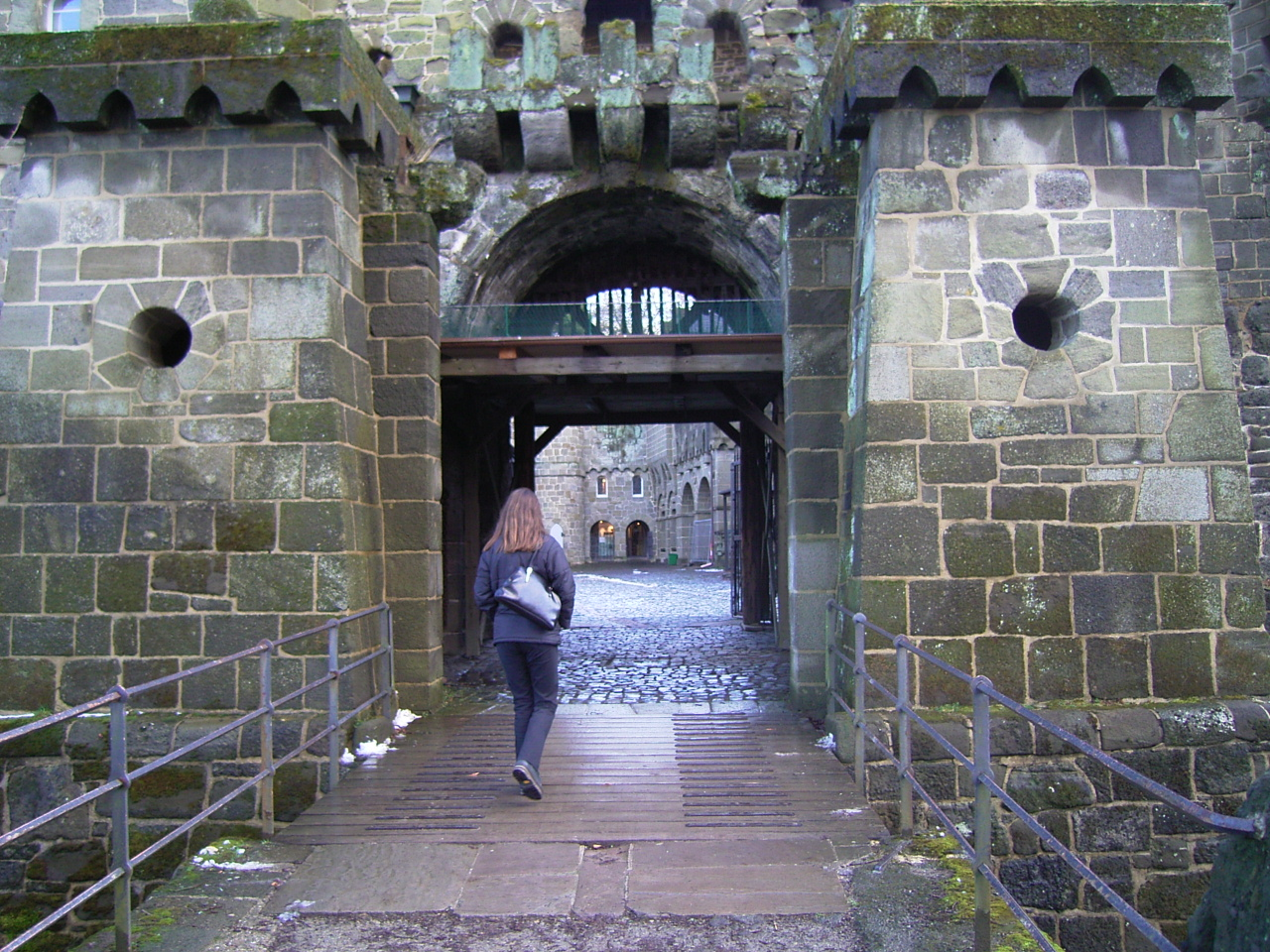
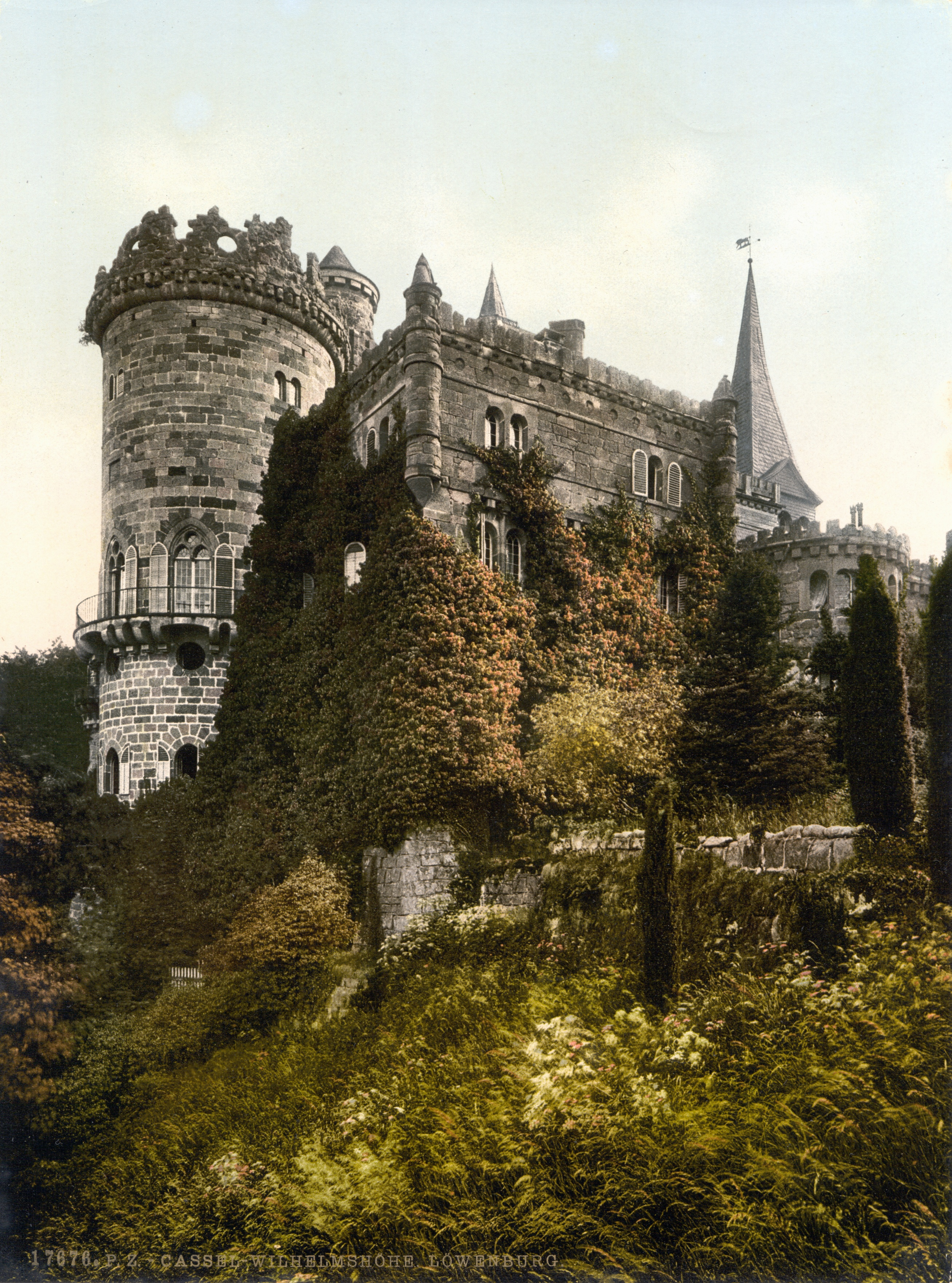
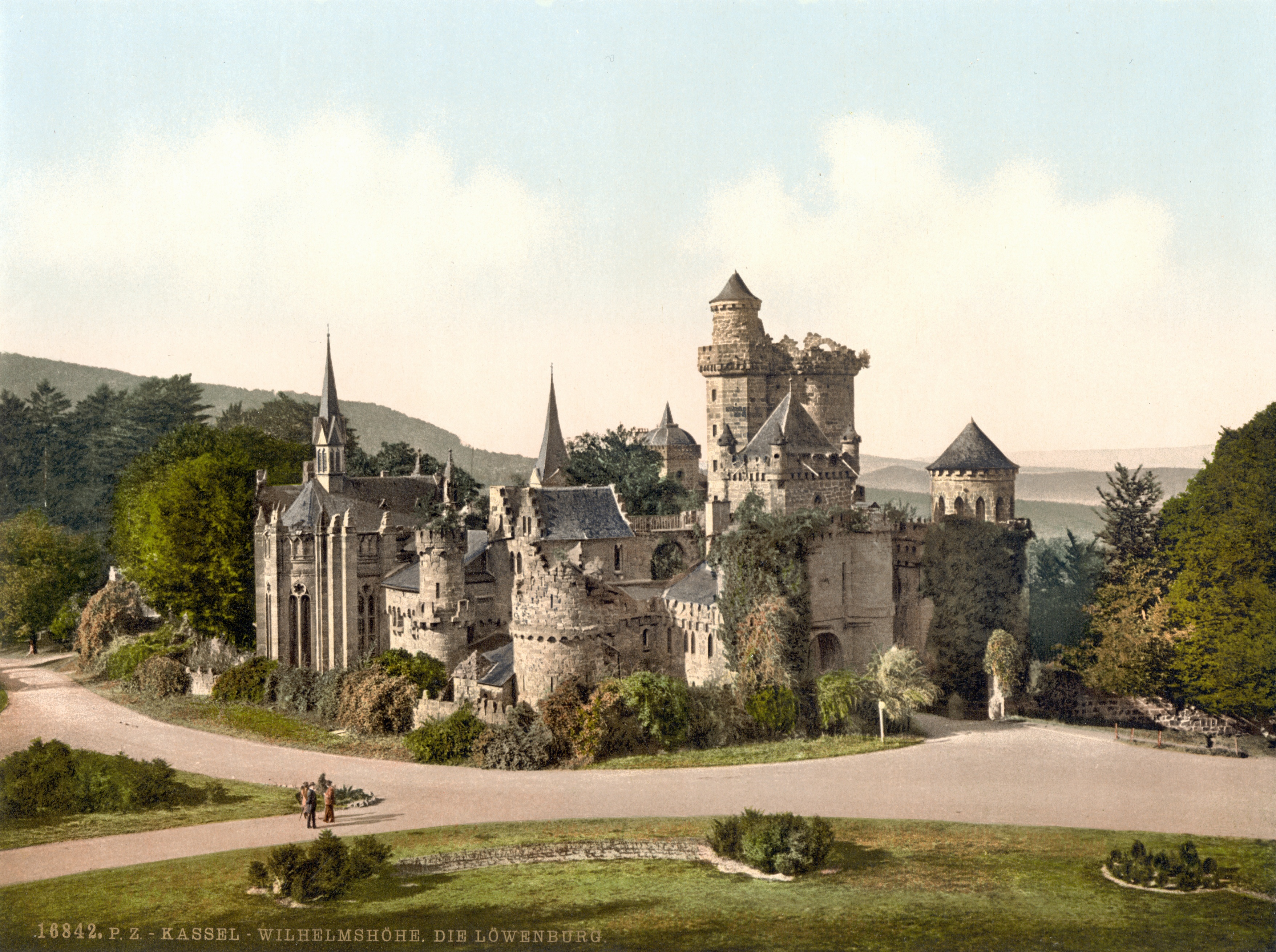